# Dietmar Sengewald

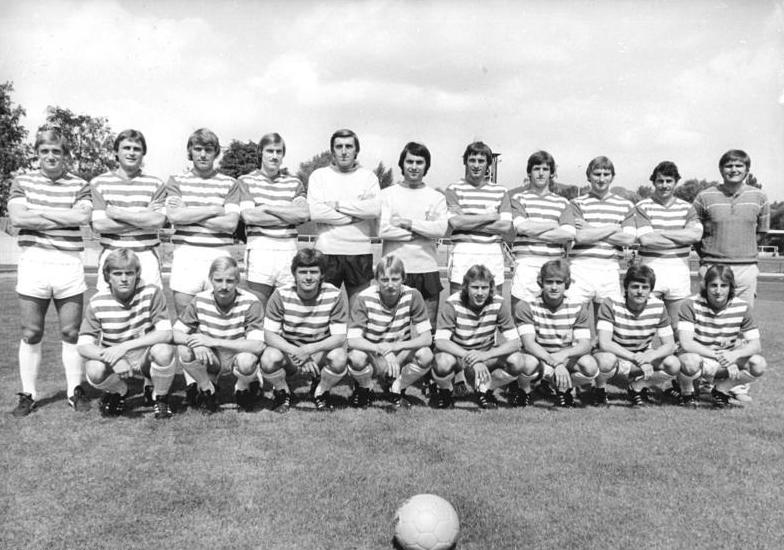
Dietmar Sengewald (hintere Reihe, vierter von links) mit FC Carl Zeiss Jena im Jahr 1978

Dietmar Sengewald (* 28. September 1953) war von 1970 bis 1981 Fußballspieler beim DDR-Oberligisten FC Carl Zeiss Jena.

## Sportliche Laufbahn
Die Ausbildung zum Fußballspieler erhielt Sengewald in der Betriebssportgemeinschaft Aufbau im ostthüringischen Triebes. Im Alter von knapp 17 Jahren wurde er 1970 zum thüringischen Fußballschwerpunkt-Club FC Carl Zeiss Jena delegiert. Dort wurde er zunächst im Nachwuchsbereich eingesetzt. 1974 wurde der inzwischen 21-jährige, 1,82 m große Mittelfeldspieler erstmals im Jenaer Oberligateam eingesetzt. Obwohl der FC Carl Zeiss Jena zu dieser Zeit zu den Spitzenmannschaften der DDR-Oberliga zählte, kam Sengewald erst 1980 zu seinem ersten Titelgewinn. Am 17. Mai 1980 wurde er im Endspiel um den DDR-Fußballpokal in der 72. Minute eingewechselt und stellte mit seinem Tor in der 97. Minute zum 3:1 den endgültigen Sieg über den FC Rot-Weiß Erfurt sicher.
Seine letzte Saison in der DDR-Oberliga absolvierte Sengewald 1981/82. Über sein Ausscheiden beim FC Carl Zeiss Jena im Alter von 28 Jahren gibt es unterschiedliche Aussagen. Während in der Sonderausgabe zur Fußball-Saison 1982/83 des Deutschen Sportechos zu lesen ist, dass Sengewald seine „leistungssportliche Laufbahn beendete“, schreibt Leske in seiner Enzyklopädie des DDR-Fußballs: „Dietmar Sengewald wurde aus nicht näher bekannten politischen Gründen aus dem FC Carl Zeiss Jena ausgeschlossen.“ (S. 413). In seinen neun Oberligajahren in Jena wurde Sengewald in 191 Pflichtspielen aufgeboten, 139 Spiele in der DDR-Oberliga, 25 Spiele im DDR-Pokalwettbewerb und in 27 Europapokal-Spielen. Obwohl meist defensiv eingesetzt, erzielte er 30 Tore für die Jenaer. Zudem wurde er dreimal in der DDR-Nachwuchsnationalmannschaft eingesetzt.
Nach seinem „leistungssportlichen Ende“ spielte Sengewald noch einige Jahre in der drittklassigen Bezirksliga Gera bei der BSG Chemie Schwarza. Nachdem er seine aktive Fußball-Laufbahn endgültig beendet hatte, war er bei verschiedenen Fußballmannschaften als Trainer tätig. Seine letzten Stationen waren die SG 1. FC/Chemie Greiz, der SV Elstertal Bad Köstritz, der 1. FC Gera und der SV 1924 Münchenbernsdorf. Derzeit ist er wieder Trainer beim SV Elstertal Bad Köstritz.